# ミエルオンナ月子〜真夏の夜のコワーイ話〜
ミエルオンナ月子 〜真夏の夜のコワーイ話〜（みえるおんなつきこ まなつのよるのこわーいはなし）は、2011年8月26日の19:00 - 20:54（JST）に日本テレビの『金曜スーパープライム』枠で放送された作品である。

## 概要
幼い時から他の人には感じられない特殊なものが見える月子。幽霊の気持ちが理解できる不思議な力で彷徨う霊魂たちを救う3つの事件で構成されるオムニバス形式の新感覚コメディーホラー。

## 登場人物

### 主要人物
- 浅丘 月子 - 相武紗季（幼少期 小西風優）

強い霊感があるせいか就職活動が上手くいかない。幼い時に母が亡くなり祖母に育てられる。
- 桂山 丈太郎 - 伊武雅刀

特殊診療内科 桂山クリニック院長。霊能力がないインチキ霊能医師。
- 瀬野 一男 - 塚本高史

大手会社の研修だと偽って月子を桂山クリニックで働かせる。就職が失敗するように裏で手を回す。
- 井沢 望 - 熊田聖亜

小学4年生。月子より年齢は幼くてもしっかりとした性格で頼れる友達。いつも幽霊で悩んでいる月子の話を親身になって聞いてあげている。

### その他
- 月子の母親（回想） - 藤田朋子

月子の力は自分の為にではなく困っている人に使いなさいとメッセージを送った。
- 一男の妻（生霊） - 桜田聖子

一男のキャバクラ通いが気に入らないという思念が形となり具現化した。
- アコちゃん（写真）- 文月ユウ

以前桂山クリニックに勤めていた霊能力がある女性。
- スーパー店員（回想）- 小林隆
- 月子の祖父（幽霊） - 江藤漢斉

幼い月子に3日後、スーパーが火事になることを知らせるために「アツイ、アツイ」と訴える。
- リポーター - 立花彩野

ホラー番組。心霊スポットの廃墟をリポートする。
- 浜崎 - 村松利史

テレビ関東ディレクター。演出に拘りがある。
- 幼い女の子（幽霊） - 大河李夢、大河来夢

廃墟に住んでいる、瓜二つの白いワンピースを着た可愛らしい女の子。
- 面接官 - 井之上隆志

豊紅株式会社。月子が幽霊と話しているのが理解出来ず、会社を侮辱されたと勘違いし激怒した。
- 就職活動中女性（幽霊） - 西慶子

月子と面接中に会話していた地縛霊。お金を稼ぐために就職したいと訴える。
- おばあちゃん - 安田洋子

夫の大好きな大福を和菓子屋に買いに来た。
- おじいちゃん（幽霊） - 中寛三

塩大福は嫌いで草大福が大好きなことを生前、妻に言えなかった言葉を月子が代弁した。

### CASE1 水色のクレヨン
大空襲時、校舎4Fに取り残された子供の霊が8月5日夏休み登校日を境に現われるようになった。
- 矢田 浩介 - 石垣佑磨

浅峯小学校 3年1組担任。子供の霊は祖父と関わりがある。
- 3年1組生徒 - 山岡愛姫

- 子供（幽霊） - 松本琉花

1枚の絵を完成させる為に水色のクレヨンを探している。

### CASE2 赤い爪の女
琴美が偶然に拾い本人に返すのを忘れた婚約指輪は春奈の想いが詰まっていた。
- 市川 琴美 - 小沢真珠

大手会社に勤めるキャリアウーマン。
- 大林 - 佐々木征史

春菜の婚約者。彼女の形見が何も残ってなく婚約指輪が見つかり喜ぶ。
- ホテルマン - 畠中洋

- 小林 春菜（幽霊） - 山口あゆみ

ホテル従業員。不慮の事故により死亡する。

### CASE3 暗闇の車椅子
娘への想いがまるで生きているかのように両親を蘇らす。
- 皆川 舞子 - 石井香帆

小百合の娘。両親の死を理解できずにいるその想いが両親を実体化させる。
- 祖母 - 根岸季衣

足が悪く車椅子生活を送っているが、孫を助けようと必死に頑張る。
- 皆川 小百合（幽霊） - 岩崎ひろみ
- 皆川 徹雄（幽霊） - 柳憂怜

舞子が夏休みに入った頃、交通事故で亡くなる。

## スタッフ
- 脚本 - 渡辺雄介
- 演出 - 小川通仁（日テレ）
- 技術協力 - ビデオフォーカス
- 美術協力 - 日本テレビアート
- 編集協力 - ビーグル
- プロデュース - 松本京子（日テレ）、千葉行利、有賀聡（ケイファクトリー）
- チーフプロデューサー - 松岡至
- 制作協力 - ケイファクトリー
- 制作著作 - 日本テレビ